# Jeremy Piven
Jeremy Piven est un acteur américain, né le 26 juillet 1965 à New York (États-Unis).

## Biographie
Il est le fils de l'acteur Byrne Piven et de l'actrice Joyce Hiller Piven (en) et est également le beau-frère du réalisateur Adam McKay.
Il est surtout connu pour son rôle d'Ari Gold, agent de star dans la série Entourage diffusée sur HBO depuis 2004 et pour lequel il a obtenu trois Emmy Awards (2006, 2007 et 2008) pour le meilleur rôle secondaire dans une série télévisée. Après quatre nominations consécutives aux Golden Globes, il décroche finalement le Golden Globe du meilleur acteur dans un second rôle dans une série, une minisérie ou un téléfilm le 16 janvier 2007.
Jeremy Piven a été également très actif au théâtre : il a fondé la New Criminal Theater Company en 1998 avec l'acteur John Cusack. Cette compagnie devient ensuite la société de production New Crime Productions. Jeremy Piven a joué dans des pièces telles que Fear and loathing in Las Vegas, Peacekeeper, Methusalem, Knuckle, MacBeth, Carnage, etc.
Lors du show de catch WWE Raw du 3 août 2009, il fut, avec l'acteur Ken Jeong, présentateur « invité » d'un soir (guest host). Émission diffusée en France le 14 août 2009. Son passage est considéré par la presse Catch comme l'un des pires de l'histoire du programme.
En 2017, dans le contexte de l'affaire Harvey Weinstein, il est accusé d'agression sexuelle par plusieurs femmes.

## Vie privée
Jeremy a fréquenté l'actrice Vanessa Marcil en 2005.
La presse a prêté à Jeremy des relations éphémères avec Melrose Bickerstaff, l'actrice pornographique Nikki Benz, Kelly Brook ou encore la catcheuse Barbie Blank.
En 2009, Piven est en relation avec le modèle Camilla Cleese. En 2010, il est en couple avec l'actrice January Jones. 
Entre 2011 et 2014, Jeremy Piven est en couple avec le mannequin australien Sophie Turner. En 2017, il fréquente la chanteuse britannique Siobhan Dillon.

## Filmographie

### Acteur
- 1986 : Lucas : Spike
- 1986 : One Crazy Summer : Ty
- 1989 : Elvis Stories : Lenny
- 1989 : Un monde pour nous (Say Anything...) : Mark
- 1990 : Carol & Company (série télévisée) : Skit characters
- 1990 : Les Arnaqueurs (The Grifters) : Sailor - Freshman
- 1990 : La Fièvre d'aimer (White Palace) de Luis Mandoki : Kahn
- 1992 : The Larry Sanders Show (série télévisée) - Saison 1, épisodes 1, 2, 5, 6, 7, 10, 13 : Jerry Capen
- 1992 : The Player : Steve Reeves
- 1992 : Body Chemistry II: The Voice of a Stranger : Patrolman
- 1992 : Bob Roberts : Candle Seller
- 1992 : Singles : Doug Hughley
- 1992 : There Goes the Neighborhood : Albert Lodge
- 1993 : The Larry Sanders Show (série télévisée) - Saison 2, épisodes 3, 5, 7, 8, 11, 12 : Jerry Capen
- 1993 : Twenty Bucks : L'employé énervé du Quick-Mart
- 1993 : Seinfeld (série télévisée) - Saison 4, épisode 23 : Michael Barth
- 1993 : 12h01 - prisonnier du temps (12:01) (TV) : Howard Richter
- 1993 : La Nuit du Jugement (Judgment Night) : Ray Cochran
- 1994 : The Ticket : Miles Mountjoy
- 1994 : Floundering : Guy
- 1994 : Twogether d'Andrew Chiaramonte : Arnie
- 1994 : Car 54, Where Are You? de Bill Fishman (en) : Herbert Hortz
- 1994 : PCU (en) de Hart Bochner : JamesDroz' Andrews
- 1995 : La Vie à tout prix (Chicago Hope) (série télévisée) - Saison 1, épisodes 10 et 12 : Godfrey Nabbott
- 1995 : Miami Rhapsodie (Miami Rhapsody) : Mitchell
- 1995-1998 : Ellen (série télévisée) - Saisons 3, 4 et 5: Spence Kovak
- 1995 : Pride & Joy (série télévisée) : Nathan Green
- 1995 : Dr. Jekyll et Ms. Hyde (Dr. Jekyll and Ms. Hyde) : Pete Walston
- 1995 : Heat : Dr Bob
- 1996 : E=mc² : Dr Paul Higgins
- 1996 : Layin' Low de Danny Leiner : Jerry
- 1996 : Un éléphant sur les bras (Larger Than Life) : Walter
- 1997 : Le Drew Carey Show (The Drew Carey Show) (série télévisée) - Saison 2, épisode 18 : Spence Kovak
- 1997 : Une maman formidable (Grace Under Fire) (série télévisée) - Saison 4, épisode 19 : Spence Kovak
- 1997 : Coach (série télévisée) - Saison 9, épisode 15 : Spence Kovak
- 1997 : Coup de foudre à Hollywood (Just Write) : Harold McMurphy
- 1997 : Tueurs à gages (Grosse Pointe Blank) : Paul Spericki
- 1997 : Duckman: Private Dick/Family Man (série télévisée) - Saison 4, épisode 15 : Victor DeMann
- 1997 : Livers Ain't Cheap : John
- 1997 : Le Collectionneur (Kiss the Girls) : Henry Castillo, LAPD
- 1997 : Don King : Seulement en Amérique (Don King: Only in America) (TV) : Hank Schwartz
- 1998 : Le Cygne du destin (Music from Another Room) : Billy Swan
- 1998 : The Larry Sanders Show (série télévisée) - Saison 6, épisode 11 : Jerry Capen
- 1998 : Phoenix : Fred Shuster
- 1998 : Very Bad Things : Michael Berkow
- 1998-1999 : Love Therapy (Cupid) (série télévisée) - Saison 1 : Trevor Hale / Cupidon
- 1999 : Partners (TV) : Nick
- 2000 : En lettres de sang (Red Letters) : Thurston Clarque
- 2000 : The Crew de Michael Dinner : Det. Steve Menteer
- 2000 : Will et Grace (série télévisée) - Saison 3, épisode 6 : Nicholas
- 2000 : Les Aventures de Buzz l'Éclair (Buzz Lightyear of Star Command) (série télévisée) - Saison 1, épisode 34 : Brain Pod #57 (voix)
- 2000 : Family Man (The Family Man) : Arnie
- 2001 : Rush Hour 2 : Le vendeur de Versace
- 2001 : Un amour à New York (Serendipity) : Dean Kansky
- 2001 : La Chute du faucon noir (Black Hawk Down) : Wolcott, un pilote
- 2002 : Highway : Scawldy
- 2002 : Me and Daphne : Interviewer
- 2002 : Les Razmoket (Rugrats) (série télévisée) - Saison 9, épisode 7 : voix additionnelles
- 2002 : La Treizième Dimension (The Twilight Zone) (saison 1, épisode 11 : La Treizième Dimension saison 1, épisode 12 : Un homme branché) : Tyler Ward
- 2003 : Retour à la fac (Old School) : Dean Gordon « Cheese » Pritchard
- 2003 : Le Maître du jeu (Runaway Jury) de Gary Fleder : Lawrence Green
- 2003 : Scary Movie 3 de David Zucker : Ross Giggins
- 2004-2011 : Entourage (série télévisée) : Ari Gold
- 2004 : La Ligue des justiciers (Justice League) (série télévisée) - Saison 3, épisode 7 : The Elongated Man (voix)
- 2004 : Esprit libre (Chasing Liberty) : Alan Weiss
- 2005 : La Ligue des justiciers (Justice League) (série télévisée) - Saison 4, épisodes 2 et 7 : The Elongated Man (voix)
- 2005 : Two for the Money : Jerry
- 2005 : Scooby-Doo au pays des pharaons de Joe Sichta (vidéo) : Rock Rivers (voix)
- 2006 : A Cat's Tale (vidéo) : Blackie (voix)
- 2006 : Cars : Quatre Roues (Cars) : Harv (voix)
- 2006 : Keeping Up with the Steins de Scott Marshall : 'dam Fiedler
- 2006 : Mi$e à prix (Smokin' Aces) : Buddy Israel
- 2007 : Le Royaume (The Kingdom) : Damon Schmidt
- 2008 : RocknRolla : Roman
- 2009 : The Goods: Live Hard, Sell Hard : Don Ready
- 2011 : I Melt with You : Ron
- 2011 : Spy Kids 4: Tout le temps du monde (Spy Kids: All the Time in the World) de Robert Rodriguez : Timekeeper
- 2012 : Les Pirates ! Bons à rien, mauvais en tout (The Pirates! Band of Misfits) : Black Bellamy (voix)
- 2012 : I'm Sooo Undercover
- 2013 : Drift
- 2013-2016 : Mr Selfridge (série télévisée) - Harry Selfridge
- 2014 : Sin City : J'ai tué pour elle : Bob
- 2015 : Entourage de Doug Ellin : Ari Gold
- 2017 : Wisdom : tous contre le crime
- 2023 : Vindicta de Sean McNamara : Patrick O'Connor

### Producteur
- 1998-1999 : Love Therapy (Cupid) (série télévisée)
- 2006 : Jeremy Piven's Journey of a Lifetime (documentaire TV)
- 2015-2016 : Mr Selfridge (série télévisée)

## Distinctions principales

### Récompenses
- Emmy Awards 2006 : meilleur second rôle masculin dans une série télévisée pour Entourage[10]
- Emmy Awards 2007 : meilleur second rôle masculin dans une série télévisée pour Entourage
- Emmy Awards 2008 : meilleur second rôle masculin dans une série télévisée pour Entourage
- Golden Globes 2008 : meilleur acteur dans un second rôle dans une série, une mini-série ou un téléfilm pour Entourage

### Nominations
- Saturn Awards 2002 : meilleur acteur dans un second rôle pour Un amour à New York
- Emmy Awards 2005 : meilleur second rôle masculin dans une série télévisée pour Entourage

## Voix françaises
En France
| - Lionel Tua dans : - Entourage (série télévisée) - RocknRolla - Mi$e à prix - Mr Selfridge (série télévisée) - Sin City : J'ai tué pour elle - Entourage - Wisdom : Tous contre le crime (série télévisée) - Savage - Vindicte - Maurice Decoster dans : - Rush Hour 2 - Le Royaume - Mademoiselle Détective - Marc Saez dans : - Very Bad Things - Family Man - Michel Papineschi dans (les séries télévisées) : - Love Therapy - Will et Grace | Et aussi - Jérôme Rebbot dans Lucas - Hugues Vaulerin dans Singles - Patrick Poivey (* 1948 - 2020) dans La Nuit du jugement - Pierre Laurent dans Miami Rhapsodie - Lionel Henry dans Ellen (série télévisée) - Joël Zaffarano dans Le Collectionneur - Julien Sibre dans Phoenix - David Krüger dans La Chute du faucon noir - Jean-François Vlérick dans Highway - Marc Fayet dans Retour à la fac - Philippe Vincent dans Le Maître du jeu - Arnaud Bedouët dans Scary Movie 3 - Stéphane Ronchewski dans Esprit libre - Pierre Tessier dans Two for the Money - Jean-Louis Faure (* 1953 - 2022) dans Cars (voix) - Anatole de Bodinat dans Les Pirates ! Bons à rien, mauvais en tout (voix) |